# مسبار بحري
المسبار البحري، (بالإنجليزية: SeaOrbiter)‏ سفينة أبحاث عابرة للمحيطات تعد للانطلاق عام 2013. المسبار البحري صمم ليكون مهيئًا للعلماء كمركز أبحاث متنقل تحت سطح الماء، مثل المركبة الفضائية.سيحتوي المسبار على مختبرات ومعامل وأجنحة سكنية بالإضافة إلى منصة تحت الماء للغواصين.
يقوم على المشروع «مختبر علم المحيطات العائم» "Floating oceanographic laboratory" الذي يرأسه فريق فرنسي مشكل من المعماري جاك روجري، وعالم المحيطات جاك بيكارد ورائد الفضاء جان لوب كريستيان. تم البدء في إنشاء المسبار عام 2011. والتكلفة المتوقعة هي 52.7 مليون دولار.

## وصف المسبار
المسبار عبارة عن مركبة عابرة للمحيطات نصفها غائص في الماء والنصف الآخر فوق سطح الماء، يزن 100 طن. بطول كلي 51 متر، 31 مترًا منها تحت سطح الماء.
تم تصميم المسبار ليطفو بشكل عمودي ويسير عبر التيارات المائية في المحيطات، ولكنه يمتلك مروحتين صغيرتين تمكنانه من تعديل مساره والمناورة في المياه الهائجة. صنع جسم المسبار من خليط معدني يحوي الالمنيوم والمغنيسيوم ويفوق في قوته هياكل السفن التقليدية بخمسة أضعاف.
الجزء الأكبر من المختبرات والأجنحة السكنية سيكون تحت الماء، فيما الجزء الأصغر يمكن مشاهدته فوق سطح الماء.في بعض المستويات، ستمكن قمرات يتساوى فيها الضغط مع ضغط الماء الخارجي، الغواصين من القيام برحلات أطول في عمق المحيط.

### الجزء المرئي
+13.2 متر: تحتوي قمة المسبار على ثمانية هوائيات، ورافعة، ومنصة مراقبة 360 درجة.
+6 متر \ +5.25 متر في الأسفل: منصة أولى تحتوي مصعدًا، وغرفة المحرك، ومركز الغوص، وغرفة إزالة الضغط.
+3 متر \ +0.5 متر: مركز تحكم في طابقين يحتوي: أجهزة ملاحة جوية وراديو ومنطقة مضغوطة، ورحلات الغوص، والروبوتات، ومخزن.

### الجزء السفلي
-2 متر: جناح للقبطان وآخر للترحيب بضيوف الرحلات القصيرة، ومنطقة وسائط متعددة.
-4.5 متر: مرصد ومختبر لتحليل المعلومات والعينات المأخوذة. ومنصات لثمانية من أفراد الطاقم.
-7 متر: قاعة ملاحظة تتمتع بمشهد بانورامي للمطبخ وقاعة الطعام. ومكان للاسترخاء واجتماع الطاقم، وتستخدم لإذاعة النتائج المهمة.
-9.35 متر: غرفة نقل من منطقة الضغط الطبيعي إلى الضغط المرتفع، ورافعة داخل الماء يمكن إدخالها إلى المطبخ، وغرفة معيشة، وثمانية اماكن ملاحظة لأفراد الطاقم.
-11.7 متر: مساحات عمل لثمانية رواد بحار. منصة تحتوي الصابورة، ومزودات الماء والوقود، بالإضافة إلى أنوار للإضاءة تحت الماء، وموقع لتدريب رواد البحار. تحت المنصة توجد عارضة تزن 450 طنًا. ويمكن التخلص منها بسهولة حال وقوع مشكلة، وهي قابلة للسحب عند عبور المياه الضحلة أو القنوات المائية.

## وصلات خارجية
- الموقع الرسمي
- مقالة عن المسبار البحري